# Kim Moon-soo
Kim Moon-soo (29 de dezembro de 1963) é um ex-jogador de badminton sul-coreano, campeão olímpico, especialista em duplas.

## Carreira
Kim Moon-soo representou seu país nos Jogos Olímpicos de Verão de 1992, conquistando a medalha de ouro, nas duplas em 1992, com a parceria de Park Joo-bong.